# Day6
Day6 (кор. 데이식스, De-i-sik-seu, стилізується маюскулом) — південнокорейський попрок гурт, сформований компанією JYP Entertainment. Дебют гурту відбувся 7 вересня 2015 року з мініальбомом The Day, який піднявся на друге місце в чарті World Album Chart Білборду у перший тиждень після релізу. До нинішнього складу гурту входять чотири учасники: Сонджін, Йонкей, Вонпіль та Доун. Джунхьок покинув гурт у лютому 2016 року, Дже — 31 грудня 2021 року. Усі учасники Day6 беруть участь у написанні текстів та музики гурту.

## Історія

### 2014—2016: Формування, дебют зThe Day, вихід Джунхьока з гурту та Daydream
Спочатку JYP Entertainment анонсували дебют гурту з п'ятьма учасниками під назвою 5LIVE, до складу якого входили Дже, Сонджін, Йонкей, Джунхьок та Вонпіль. В 2014 році гурт почав свою діяльність вперше з'явившись в четвертому епізоді реаліті-шоу Who is Next: Win від телеканалу Mnet, а також випустивши пісню «Lovely Girl», як один із оригінальних саундтреків до південнокорейського телесеріалу Pretty Boy.
В середині 2015 року до складу гурту приєднався барабанщик Доун і гурт отримав свою теперішню назву — DAY6.
Офіційний дебют гурту відбувся 7 вересня 2015 року випуском першого мініальбому The Day з синглом «Congratulations». За тиждень після виходу альбом зайняв 2 сходинку у чарті World Album Chart Білборду.

## Учасники
| Сценічний псевдонім | Сценічний псевдонім | Сценічний псевдонім | Справжнє ім'я | Справжнє ім'я   | Справжнє ім'я | Дата народження           | Місце народження        | Позиція в гурті                |
| Українською         | Латиницею           | Хангилем            | Українською   | Латиницею       | Хангилем      | Дата народження           | Місце народження        | Позиція в гурті                |
| ------------------- | ------------------- | ------------------- | ------------- | --------------- | ------------- | ------------------------- | ----------------------- | ------------------------------ |
| Сонджін             | Sungjin             | 성진                | Пак Сончін    | Park Sung Jin   | 박성진        | 16 січня 1993 (32 роки)   | Пусан, Південна Корея   | Лідер, вокаліст, ритм-гітарист |
| Йонкей              | Young K             | 영케이              | Кан Йонхьон   | Kang Young Hyun | 강영현        | 19 грудня 1993 (31 рік)   | Коян, Південна Корея    | Вокаліст, репер, бас-гітарист  |
| Вонпіль             | Wonpil              | 원필                | Кім Вонпіль   | Kim Won Pil     | 김원필        | 28 квітня 1994 (30 років) | Інчхон, Південна Корея  | Вокаліст, клавішник            |
| Доун                | Dowoon              | 도운                | Юн Доун       | Yoon Do Woon    | 윤도운        | 25 серпня 1995 (29 років) | Пусан, Південна Корея   | Ударник, макне                 |
| Колишні учасники    |                     |                     |               |                 |               |                           |                         |                                |
| Дже                 | Jae                 | 제이                | Пак Джехьон   | Park Jae Hyung  | 박제형        | 15 вересня 1992 (32 роки) | Буенос-Айрес, Аргентина | Вокаліст, репер, гітарист      |
| Джунхьок            | Junhyeok            | 준혁                | Ім Джун Хьок  | Lim Jun Hyeok   | 임준혁        | 17 липня 1993 (31 рік)    | Південна Корея          | Вокаліст, клавішник            |

## Фан-клуб
Офіційна назва клубу — «My Day». Її було обрано, опираючись на ідеї та побажання фанатів одночасно з випуском першого студійного альбому SUNRISE 7 липня 2017 року. Назва фанклубу означає, що DAY6 і фанати дорогоцінні один для одного і доповнюють один одного. Пісня «My Day» була випущена у лютому 2017 року і вважається піснею для фанатів.

## Дискографія
- Sunrise (2017)
- Moonrise (2017)
- Unlock (2018)
- The Book of Us: Entropy (2019)

## Концерти та тури
Хедлайнери
- Day6 Live Concert «D-Day» (2015)
- Day6 Live Concert «Dream» (2016)
- Every Day6 Concerts (2017—2018)
- Day6 1st Live in Japan «The Best Day» (2018)
- Day6 Christmas Special Concert «The Present» (2018)

Тури
- Day6 First World Tour «Youth» (2018—2019)
- Day6 2nd Live Tour in Japan (2018)
- DAY6 WORLD TOUR «GRAVITY» (2019—2020)

## Нагороди і номінації
| Нагорода                     | Рік  | Категорія                    | Номінант / Робота      | Результат | Прим.  |
| ---------------------------- | ---- | ---------------------------- | ---------------------- | --------- | ------ |
| Asia Artist Awards           | 2020 | Male Singer Popularity Award | Day6                   | Номінація | [ 8 ]  |
| Brand of the Year Awards     | 2020 | Idol Band                    | Day6                   | Перемога  | [ 9 ]  |
| Brand of the Year Awards     | 2021 | Idol Band                    | Day6                   | Перемога  | [ 10 ] |
| Golden Disc Awards           | 2019 | Album of the Year            | Shoot Me: Youth Part 1 | Номінація | [ 11 ] |
| Genie Music Awards           | 2018 | Song of the Year             | «Shoot Me»             | Номінація | [ 12 ] |
| Genie Music Awards           | 2018 | Band Music Award             | «Shoot Me»             | Перемога  | [ 13 ] |
| Genie Music Awards           | 2018 | Genie Music Popularity Award | Day6                   | Номінація | [ 14 ] |
| Genie Music Awards           | 2019 | Best Band Performance        | «Time of Our Life»     | Перемога  |        |
| Melon Music Awards           | 2017 | Best Rock Performance        | «You Were Beautiful»   | Номінація | [ 15 ] |
| Melon Music Awards           | 2018 | Best Rock Performance        | «I Like You»           | Номінація | [ 16 ] |
| Melon Music Awards           | 2019 | Best Rock Performance        | «Days Gone By»         | Номінація | [ 17 ] |
| Melon Music Awards           | 2020 | Best Rock Performance        | «Zombie»               | Номінація | [ 18 ] |
| Mnet Asian Music Awards      | 2016 | Best Band Performance        | «Letting Go»           | Номінація | [ 19 ] |
| Mnet Asian Music Awards      | 2016 | Song of the Year             | «Letting Go»           | Номінація | [ 19 ] |
| Mnet Asian Music Awards      | 2017 | Best Band Performance        | «I Smile»              | Номінація | [ 20 ] |
| Mnet Asian Music Awards      | 2017 | Song of the Year             | «I Smile»              | Номінація | [ 21 ] |
| Mnet Asian Music Awards      | 2018 | Best Band Performance        | «Shoot Me»             | Номінація | [ 22 ] |
| Mnet Asian Music Awards      | 2018 | Song of the Year             | «Shoot Me»             | Номінація | [ 22 ] |
| Mnet Asian Music Awards      | 2019 | Best Band Performance        | «Time of Our Life»     | Номінація | [ 23 ] |
| Mnet Asian Music Awards      | 2020 | Best Band Performance        | «Zombie»               | Перемога  | [ 24 ] |
| Mnet Asian Music Awards      | 2020 | Song of the Year             | «Zombie»               | Номінація | [ 24 ] |
| Mnet Asian Music Awards      | 2020 | Worldwide Fans' Choice       | Day6                   | Номінація | [ 24 ] |
| Seoul Music Awards           | 2016 | Bonsang Award                | Day6                   | Номінація | [ 25 ] |
| Seoul Music Awards           | 2016 | New Artist Award             | Day6                   | Номінація | [ 25 ] |
| Seoul Music Awards           | 2016 | Popularity Award             | Day6                   | Номінація | [ 25 ] |
| Asia Star Entertainer Awards | 2024 | Best Band Award              | Day6                   | Перемога  | [ 26 ] |